# Rogelio Guerra
Hildegardo Francisco Guerra Martínez, ismertebb nevén Rogelio Guerra (Aguascalientes, Aguascalientes állam, 1936. október 8. – Mexikóváros, 2018. február 28.) mexikói színész.

## Életpályája
Karrierjét 1960-ban kezdte. Számos telenovellákban tűnt fel. Magyarországon a Mindörökké szerelem és a Rafaela doktornő sorozatokbol ismert.
Fia Carlo Guerra szintén színész lett.

## Filmográfia

### Filmek
- Hijas de su madre: Las Buenrostro (2005)
- Dos auroras (2005)
- Zapata (2004)
- 7 mujeres, 1 homosexual y Carlos (2004)
- El Libro de la selva 2 (2003)
- La fuga del Chapo (2001)
- Emisario del odio (2001)
- La sombra del azabache (2001)
- Barrio bravo de Tepito (2001)
- El Paje (1999) Cortometraje
- Fuera de la ley (1998)
- Yo, tú, él, y el otro (1992)
- Otra vuelta de tuerca (1981)
- Ángel del silencio (1979)
- Una leyenda de amor (1978)
- Traigo la sangre caliente (1977)
- Viaje por una larga noche (1977)
- El ángel del silencio (1977)
- Tres mujeres en la hoguera (1977)
- El hombre del puente (1976)
- El niño y la estrella (1976)
- Las momias de San Ángel (1975)
- Peor que las fieras (1974)
- Pistoleros de la muerte (1974)
- Canción de Navidad (1974)
- Los leones del ring (1974)
- El Señor de Osanto (1974)
- Corona de un campeón (1974)
- Tierra de violencia (1974)
- Historias de amor y aventuras (1974)
- Paso de Águilas (1974)
- La corona de un campeón, (1974)
- Leyendas macabras de la Colonia (1973)
- Las víboras cambian de piel (1973)
- Una rosa sobre el ring (1973)
- Duelo al atardecer (1973)
- Diles que no me maten (1973)
- Un pirata de doce años (1972)
- La Martina (1972)
- Los doce malditos (1972)
- Entre monjas anda el diablo (1972)
- Los leones del ring (1972)
- La tigresa (1972)
- El amor de María Isabel (1971)
- El sabor de la venganza, (1971)
- Chico Ramos (1971)
- La casa del farol rojo (1971)
- Branded (1971)
- Cruz de amor (1970)
- Quinto patio (1970)
- El cínico(1970)
- Valentin Armienta, el vengador (1969)
- Terrón de azúcar (1969)
- Minifaldas con espuelas (1969)
- Veinticuatro horas de vida (1969)
- Un ángel en el fango(1969)
- Las pecadoras (1968)
- Las sicodélicas (1968)
- Bajo el imperio del hampa (1968)
- Báñame mi amor (1968)
- Popa en New York (1968)
- El pícaro (1967)
- La endemoniada (1967)
- Veinticuatro horas de vida (1967)
- Cuernavaca en primavera (1966)
- Fuera de la ley (1966)
- Tierra de violencia (1966)
- Acapulco a go-go (1966)
- Gigantes planetarios (1965)
- Vuelve el texano (1965)
- Rancho solo (1965)
- El dengue del amor (1965)
- Morelos, Siervo de la Nación (1965)
- El solitario (1964)
- Las Invencibles (1964)
- The Fight for Glory (1964)
- El pícaro (1964)
- El Padrecito (1964)
- Amor y sexo (1964)
- Las hijas del Zorro (1964)
- El espadachín (1963)
- Billy the Kid (1963)

### Telenovellák
- Lo imperdonable (2015)
- Lo que la vida me robó (Szerelem zálogba) (2013)... Almirante Lauro Mendoza Sanromán
- Que bonito amor (2013)... Carl Summers
- Amor bravío (A szív parancsa) (2012)... Don Daniel Monterde
- Dos hogares (2011-2012)... Don Rodrigo Valtierra
- Rafaela (Rafaela doktornő) (2011)... Rafael de la Vega
- Los exitosos Pérez (2009-2010)... Franco Arana
- Mañana es para siempre (Mindörökké szerelem) (2008-2009)... Gonzalo Elizalde / Artemio Bravo
- Zapata, amor en rebeldia (2004).... Eugenio Rendon
- Golpe bajo (2000) .... Leonardo Prado
- Azul tequila (1998) .... Adolfo Berriozabal
- Nada personal (1996) .... Comandante Fernando Gómez Miranda "El Águila Real"
- María José (1995) .... Raul
- Los parientes pobres(1993)... Ramiro Santos
- Ángeles blancos(1990-1991) .... Jorge
- Los años perdidos (1988)
- Chespirito (1986) .... Como él mismo
- Vivir un poco (1985) .... Gregorio Merisa Obregón
- Principessa (1984) .... Santiago
- Amalia Batista(1983) .... Jose Roberto
- Chispita (1982) .... Esteban
- Vanessa (1982-1983) .... Pierre
- Los ricos también lloran (1979-1980) .... Luis Alberto Salvatierra
- Doménica Montero (1978) .... Jose Maria Robles
- La venganza (1977) .... Sultán de Oman
- Los bandidos del río Frío (1976) .... Juan Robreño
- Lo imperdonable(1975) .... Alvaro
- Ha llegado una intrusa (1974) .... Gabino
- Engáñame (1967) Telenovela
- La casa de las fieras (1967) .... Lorenzo
- El derecho de nacer (1966)
- Amor y orgullo (1966)
- Cumbres borrascosas (1964)